# Gama Bomb
I Gama Bomb sono un gruppo thrash/speed metal, proveniente dall'Irlanda del Nord. Hanno attualmente pubblicato 5 album in studio e 4 EP, più un album distribuito online sul loro profilo MySpace.

## Formazione
- Philly Byrne - voce
- Joe McGuigan - basso
- Luke Graham - chitarra
- Domo Dixon - chitarra
- Paul Caffrey - batteria

## Discografia

### Album studio
- 2006 - Survival of the Fastest
- 2008 - Citizen Brain
- 2009 - Tales from the Grave in Space
- 2013 - The Terror Tapes
- 2015 - Untouchable Glory
- 2018 - Speed Between The Lines
- 2020 - Sea Savage

### EP
- 2002 - The Survival Option
- 2004 - The Fatal Mission
- 2007 - Zombi Brew
- 2010 - Half Cut